# Коломе Ибарра, Абелардо
Абелардо Коломе Ибарра (исп. Abelardo Colomé Ibarra; известен под прозвищем Фурри (англ. Furry); род. 13 сентября 1939 года в Орьенте, Куба) — кубинский военный и политический деятель, корпусный генерал. Участник Кубинской революции, внёс большой вклад в становление органов государственной безопасности Кубы. Занимал посты заместителя председателя Государственного Совета Кубы (1993—2013) и министра внутренних дел Кубы (1989—2015). Является членом Политбюро ЦК Коммунистической партии Кубы и депутатом Национальной ассамблеи народной власти.
Во второй половине 1970-х Абелардо Коломе Ибарра являлся одним из командующих кубинскими экспедиционными войсками в Анголе. Сыграл решающую роль в подавлении попытки государственного переворота 27 мая 1977 года.
Имеет звание Героя Республики Куба, а также орден Максимо Гомеса. Последний вручён ему Фиделем Кастро «в знак признания его выдающихся заслуг в повстанческой борьбе против тирании и империалистического неоколониального господства, борьбе за укрепление и защиту социалистического государства, а также свершение героической интернационалистской миссии».